# Dilinga
Dilinga (en alemán Dillingen an der Donau) es la ciudad capital del distrito homónimo de la región de Suabia, en el estado de Baviera (Alemania). Está a orillas del río Danubio.
Fue parte del Principado-obispado de Augsburgo desde 1258, hasta su entrega al Electorado de Baviera en 1803. Residiendo los obispos en su castillo desde el siglo XV.
- Datos: Q494702
- Multimedia: Dillingen an der Donau / Q494702

1. ↑  Worldpostalcodes.org, código postal n.º 89407.